# Municipio de Sugar Creek (condado de Putnam)
El municipio de Sugar Creek (en inglés: Sugar Creek Township) es un municipio ubicado en el condado de Putnam en el estado estadounidense de Ohio. En el año 2010 tenía una población de 1200 habitantes y una densidad poblacional de 15,18 personas por km².

## Geografía
El municipio de Sugar Creek se encuentra ubicado en las coordenadas 40°53′38″N 84°10′6″O / 40.89389, -84.16833. Según la Oficina del Censo de los Estados Unidos, el municipio tiene una superficie total de 79.07 km², de la cual 78,71 km² corresponden a tierra firme y (0,47 %) 0,37 km² es agua.

## Demografía
Según el censo de 2010, había 1200 personas residiendo en el municipio de Sugar Creek. La densidad de población era de 15,18 hab./km². De los 1200 habitantes, el municipio de Sugar Creek estaba compuesto por el 98,33 % blancos, el 0,08 % eran amerindios, el 0,33 % eran asiáticos, el 0,58 % eran de otras razas y el 0,67 % eran de una mezcla de razas. Del total de la población el 1,75 % eran hispanos o latinos de cualquier raza.